# Галле-Нойштадт
Галле-Нойштадт (нем. Halle-Neustadt) или Нойштадт, был городом в Округе Галле Германской Демократической Республики, а сегодня район Нойштадт города Галле (Заале).

## История
Настоящая история города началась в 1958 году с конференции ЦК СЕПГ на тему „Химическая программа ГДР“, на которой было принято решение о поселении рабочей силы недалеко от химических заводов «Buna-Werke» в Шкопау и «Leunawerke» в Лойне. После обширных исследований и планирования местности в районе Галле 17 сентября 1963 года Политбюро СЕПГ приняло решение о строительстве „города химиков-рабочих“, построив его на большем расстоянии от химических заводов. Главным архитектором Галле-Нойштадта был Ричард Паулик; его заместителями и руководителями проектных групп были Иоахим Бах, Хорст Зигель, Карл-Хайнц Силезер, Зигберт Флигель и Харальд Загльмайер.
Новый город был расположен на окраине Заалау, между небольшой деревней Цшербен, а также районами Пассендорф и Нитлебен в Галле, при этом Пассендорф был в основном снесен. Остатки деревенского характера этого поселения, в том числе бывшее рыцарское поместье, сохранились только вдоль Гребневой и Прудовой дорог. С созданием жилого района Южный парк эта улица в конечном итоге превратилась в своего рода деревенский оазис в городском пейзаже, в котором преобладали высотные здания.
В 1990 г. Галле и Галле-Нойштадт были объединены и вошли в состав земли Саксония-Анхальт ФРГ.